# Pieter van den Hoogenband
Pieter Cornelis Martijn van den Hoogenband (ur. 14 marca 1978 w Maastricht) – holenderski pływak specjalizujący się w stylu dowolnym, trzykrotny mistrz olimpijski - z Sydney w 2000 i Aten w 2004. Łącznie w swej karierze zdobył siedem medali olimpijskich (3 złote, 2 srebrne oraz 2 brązowe), były rekordzista świata na 100 i 200 m stylem dowolnym.
W 2000 roku na igrzyskach olimpijskich w Sydney jako pierwszy pływak w historii uzyskał na dystansie 100 m stylem dowolnym wynik poniżej 48 sekund (47,84).
Został odznaczony m.in. Orderem Lwa Niderlandzkiego.
W 2013 roku został wprowadzony do International Swimming Hall of Fame.

## Sukcesy

### Mistrzostwa świata
- 1998 Perth -  (sztafeta 4 x 200 m stylem dowolnym)
- 2001 Fukuoka -  (50 m stylem dowolnym)
- 2001 Fukuoka -  (100 m stylem dowolnym)
- 2001 Fukuoka -  (200 m stylem dowolnym)
- 2001 Fukuoka -  (sztafeta 4 x 100 m stylem dowolnym)
- 2003 Barcelona -  (100 m stylem dowolnym)
- 2003 Barcelona -  (200 m stylem dowolnym)
- 2007 Melbourne -  (200 m stylem dowolnym)
- 1998 Perth -  (200 m stylem dowolnym)
- 2003 Barcelona -  (50 m stylem dowolnym)

### Mistrzostwa Europy
- 1999 Stambuł -  (50 m stylem dowolnym)
- 1999 Stambuł -  (100 m stylem dowolnym)
- 1999 Stambuł -  (200 m stylem dowolnym)
- 1999 Stambuł -  (50 m stylem motylkowym)
- 1999 Stambuł -  (sztafeta 4 x 100 m stylem dowolnym)
- 1999 Stambuł -  (sztafeta 4 x 100 m stylem zmiennym)
- 2002 Berlin -  (100 m stylem dowolnym)
- 2002 Berlin -  (200 m stylem dowolnym)
- 2004 Madryt -  (200 m stylem dowolnym)
- 2006 Budapeszt -  (200 m stylem dowolnym)
- 1997 Sewilla -  (sztafeta 4 x 200 m stylem dowolnym)
- 2000 Helsinki -  (50 m stylem dowolnym)
- 2000 Helsinki -  (100 m stylem dowolnym)
- 2000 Helsinki -  (200 m stylem dowolnym)
- 2004 Madryt -  (100 m stylem dowolnym)
- 1997 Sewilla -  (sztafeta 4 x 100 m stylem dowolnym)
- 2000 Helsinki -  (sztafeta 4 x 200 m stylem dowolnym)
- 2006 Budapeszt -  (100 m stylem dowolnym)
- 2008 Eindhoven -  (sztafeta 4 x 100 m stylem dowolnym)

### Rekordy świata
| Data             | Miejsce | Basen      | Konkurencja           | Rezultat      | Status                         |
| ---------------- | ------- | ---------- | --------------------- | ------------- | ------------------------------ |
| 17 września 2000 | Sydney  | 50 metrowy | 200 m stylem dowolnym | 01:45.35 min. | do 27 marca 2001 Ian Thorpe    |
| 19 września 2000 | Sydney  | 50 metrowy | 100 m stylem dowolnym | 00:47.84 min. | do 21 marca 2008 Alain Bernard |

## Wyróżnienia
- 1999, 2000, 2004: najlepszy sportowiec w Holandii
- 2000: najlepszy pływak na świecie
- 1999, 2000, 2002, 2004: najlepszy pływak w Europie

## Odznaczenia
- Order Lwa Niderlandzkiego